# 大里貝拉

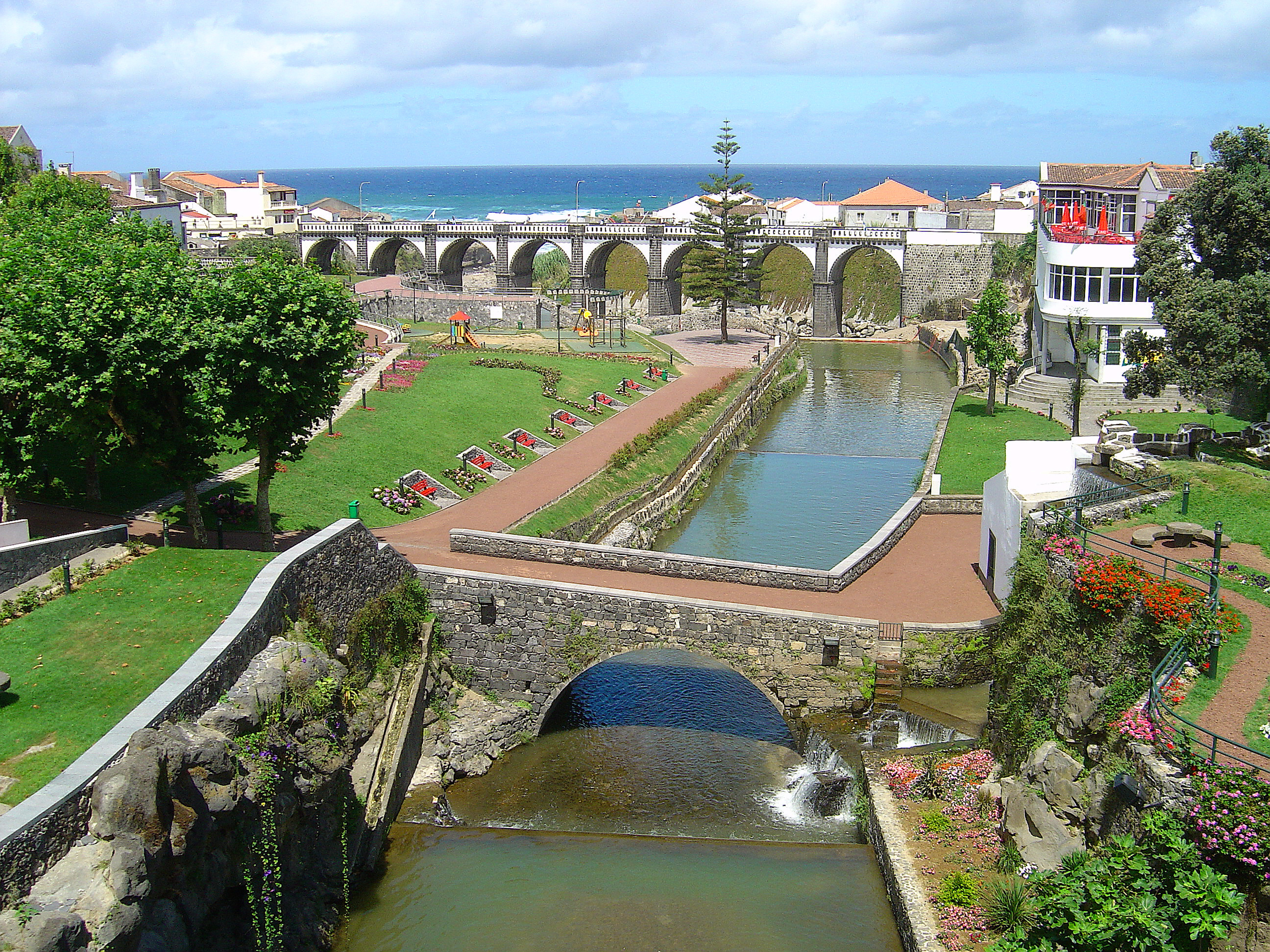
大里贝拉市中心

大里貝拉（葡萄牙語：Ribeira Grande，葡萄牙語發音：[ʁiˈβɐjɾɐ ˈɣɾɐ̃d(ɨ)] ⓘ）是葡萄牙的一座城市。位於亞速爾群島中的聖米格爾島北部。是群島上最大和人口最多的市镇。2008年，有人口30852人。大里貝拉管轄有14個堂区。